# 過料
過料（）とは、日本において金銭を徴収する制裁の一つ。国または公共団体が行政上の義務違反に対して科す金銭罰のうち、刑法上の刑罰以外のものを指す。刑罰である科料が同音異義語になるため、過料を「あやまちりょう」、科料を「とがりょう」とそれぞれ呼んで区別することがある。
ただし、明治維新後に近代的な刑法典が確立する以前において、軽微な財産刑を「過料」と称していた（「科料」という言葉は存在していなかった）事例があるため、注意を必要とする。

## 概要
過料を科す定めは多いが、その性質は一様でなく、適用される法理・手続も数多くある。大きく次の3種に分けられる。
1. 秩序罰としての過料
2. 執行罰としての過料
3. 懲戒罰としての過料

いずれにしろ、過料は刑罰ではないので、刑法総則・刑事訴訟法は直接適用されず、過料に科せられた事実は前科にはならない。よって、納付しない場合の換刑処分（労役場留置）も当然なく、財産の差押がなされる場合があるのみである。科罰手続の一般法としては、非訟事件手続法の規定と、地方自治法255条の3の規定があり、ほかにも個別法令により独自の手続が定められていることも多い。また、裁判所が手続に関与して科すことも多い。
非訟事件手続法（平成23年5月25日法律第51号）
- 第119条 　過料事件（過料についての裁判の手続に係る非訟事件をいう。）は、他の法令に特別の定めがある場合を除き、当事者（過料の裁判がされた場合において、その裁判を受ける者となる者をいう。以下この編において同じ。）の普通裁判籍の所在地を管轄する地方裁判所の管轄に属する。

徴収された金銭は過料を科した地方自治体もしくは国の機関（法務省）の収入（歳入）となる。

## 秩序罰としての過料
秩序罰としての過料には、民事上の義務違反に対するもの、民事訴訟上の義務違反に対するもの、行政上の義務違反に対するもの、地方公共団体の条例・規則違反に対するものがある。国または地方公共団体が行政上の軽い禁令を犯した者に対して科する金銭罰。
- 民事上の義務違反に対するもの - など
- 民事訴訟上の義務違反に対するもの - 民事訴訟法192条など
- 行政上の義務違反に対するもの - 住民基本台帳法50条など
- 地方公共団体の条例・規則違反に対するもの - 地方自治法14条3項など
地方税の滞納処分の例によって徴収される（地方自治法231条の3）。
- 感染症の拡大防止に関するもの[3][6] - 感染症の予防及び感染症の患者に対する医療に関する法律（感染症法）、新型インフルエンザ等対策特別措置法

## 執行罰としての過料
執行罰とは、非代替的作為義務又は不作為義務の不履行に対して、一定額の過料を科すことを予告して心理的に強制を加え、間接的に義務の履行を促すものである。予告してもなお義務の履行がなされないときは、決議書を交付して納付を命じ、これに従わないときは国税滞納処分の例により、当該過料を強制徴収することとなる。
この執行罰は、刑事罰と比較して実効性・抑止効果が薄いとされ、現行の法律において規定されている例は、砂防法36条のみである。
砂防法（明治30年3月30日法律第29号）
- 第三十六条 　私人ニ於テ此ノ法律若ハ此ノ法律ニ基キテ発スル命令ニ依ル義務ヲ怠ルトキハ国土交通大臣若ハ都道府県知事ハ一定ノ期限ヲ示シ若シ期限内ニ履行セサルトキ若ハ之ヲ履行スルモ不充分ナルトキハ五百円以内ニ於テ指定シタル過料ニ処スルコトヲ予告シテ其ノ履行ヲ命スルコトヲ得

旧河川法53条には、1965年（昭和40年）4月1日の廃止まで執行罰が残されていた。

## 懲戒罰としての過料
懲戒とは、規律維持のため、義務違反に対し制裁を科すことをいう。その例としては、裁判官分限法2条、公証人法80条2号などが挙げられる。なお、裁判員制度において裁判員（又は裁判員候補者）の虚偽記載や出頭義務違反等に科される過料（裁判員の参加する刑事裁判に関する法律111条、112条）は、この懲戒罰としての過料に当たると解される。
前者は30万円以下、後者は10万円以下の過料と規定している。

## 法制史における過料
ところが、中世・近世の日本では軽微な財産刑を指して「過料」と呼称している。これは現在の科料や罰金に相当する処分・刑罰も含んでおり、刑罰の1種にあたるものである。
律令法において罰金を課する贖銅制度が存在していたが、律令法が衰退して刑罰が緩やかになると軽微な犯罪を「過怠」と称して実刑の代わりに金銭などを徴収して神社や寺院、道路、橋梁などの修繕費用の一部とすることで神仏や社会に対する反省の証とした。この際に支払われた金銭を「過怠銭」「過怠料」などと称し、後にこれを略して「過銭」「過料」とも呼んだ。御成敗式目第15条において裁判で虚偽の証言したことが発覚した者に対して寺社の修理を命じており、これを補うために出された追加法においても、「過代物」（寛元2年（1244年）第231条）・「過料」（建長5年（1253年）第292条）の名称が用いられている。「過料」や「過怠銭」またはそれに類する内容の財産刑は荘園における本所法や戦国大名における分国法、あるいは民間における法慣習としても行われていた。
江戸幕府においては『科条類典』に享保3年（1718年）に白紙の手形と引換とした借金契約を結ばせた貸主に初めて過料を課したという記述があることから、徳川吉宗の享保の改革の一環として過料が導入されたという学説が存在していたが、元和2年10月13日（1616年）付で出された煙草に関する禁令には既に煙草栽培を行った農民及び同地の代官に過料を課しており（『東武実録』）、江戸幕府初期から過料は個別の法令で行われていた。もっとも、徳川吉宗が定めた『公事方御定書』によって過料の体系化が行われたのも事実である。同法によれば過料には3貫文もしくは5貫文の「軽過料」、10貫文以から30両の「重過料」、本人の財力に応じた「応分過料」、複数の家に対し、本人の間口（財力に準じる）に応じた額を案分して科す「小間過料」、地域単位で罰する場合石高に応じた「村過料」の5種類に分けられる。過料は非常習賭博や遺失物の隠匿のような軽微な犯罪に対する刑罰として用いられた。過料を支払う財力がない場合には代替として手鎖の刑が課された。更に戸〆（謹慎）などと過料が併せて課される場合もあった。『公事方御定書』以後従来の過酷な刑罰を緩和する意味で実刑の代替として過料または他刑との二重仕置が課される事例が増加していくようになった。また、藩法や村法などにおいても過料が行われており江戸時代を通じて広く行われていた。
刑罰（財産法）としての過料は明治2年（1869年）に明治政府が定めた『新律綱領』によって一旦廃止されて旧律令法の贖銅制度に基づく罰金制度に変更されたが、明治13年（1880年）の旧刑法によって刑罰である科料と分離された現行の過料が改めて設置されることとなった。